# Mölnlycke storband
Mölnlycke Storband är ett storband från Mölnlycke i Härryda kommun. Bandet bildades 1973 som ett typiskt ungdomsstorband i kommunala musikskolan men har sedan 1985 stått på egna ben som en ideell förening. De täta banden med kommunen och musikskolan (numera kulturskolan) har dock bestått i god anda och till ömsesidig nytta.  
Storbandet har under åren spelat med många svenska och utländska gästartister och även gett ut två skivor. Bandet genomför varje år ett antal dans- och konsertspelningar och arbetar också aktivt med projekt som utvecklar framförandet – exempelvis rytmik och dynamik men även bitar som presentation, scenografi, med mera.

## Svensk jazz
Bandet har som hjärtesak att värna den svenska jazztraditionen och tog sig bland annat därför an repertoaren av den svenska storbandsledaren Harry Arnold. Med tillstånd från Harrys Arnolds änka gjordes sedermera en nyinspelning av delar av repertoaren, troligen den första nyinspelningen sedan Arnolds dagar. CD:n Mölnlycke Storband Plays Harry Arnold gavs ut 2008 och har blivit positivt omnämnd av bland annat Harry Arnold-sällskapet och spelad i lokala radiostationer i både Stockholm (Radio Haninge) och Hamburg (Swinging Hamburg)] i Tyskland. Bandet har även framfört repertoaren på bland annat Jazzklubb i Borås och Halmstad (samt på hemmascenen i Mölnlycke).
Andra delar av den svenska jazzskatten har varit projekt med musik av Lars Gullin och av och med trumpetaren Jan Allan. Mer samtida projekt har varit musik av och med pianisten och kompositören Lars Jansson samt saxofonisten Jan Levander och pianisten Daniel Nolgård. Bandet har även flera gånger uruppfört nyskrivna arrangemang av svenska samtida storbandsarrangörer såsom Mats Hålling, Claus Sörensen och bandets egen Niklas Hugosson, vinnare av Norrbotten Big Bands kompositionstävling "Jazzverk" 2003.

## Diskografi
- 2003 – Première (Iinvision group)[5]
- 2008 – Mölnlycke Storband Plays Harry Arnold

## Recensioner
- Recension av "Première" i Orkesterjournalen nr 5, 2003.
- Utlåtande om "Mölnlycke Storband Plays Harry Arnold" från Harry Arnold-sällskapet (ordförande och fd ordf.):

"Bandet har ett mjukt och skönt sväng och alla bandets sektioner håller en jämn och hög klass. Låt nr 14 och 16 tillhör cd:ns bästa och låter rent av lysande!  Vokalisten Anna-Maria Särnhult var en trevlig bekantskap som sjunger mycket bra. En särskild blomma till basisten Tobias Persson. Jätteroligt att Mölnlycke Storband ger sig på Harry Arnold-repertoaren, det är trevligt att man sätter sin egen prägel på låtarna! Hoppas absolut att de fortsätter på den inslagna linjen. Kenneth Svensson och Bo Hirsche (Harry Arnold-sällskapet)"

## Artiklar/media
- Kortdokumentär i samband med konsert med Rigmor Gustafsson 2009, har sänts på Axess TV vid ett flertal tillfällen mellan 2010 och 2012.
- Intervju och uppspelning av delar av Harry Arnold-skivan i Swingtajm, radio Haninge vid flera tillfällen 2010-.
- Uppspelning av delar av Harry Arnold-skivan i Swinging Hamburg, lokalradio i Hamburg, Tyskland den 16 januari 2011.
- Anders Georgsson (2 juli 2003). ”Niklas gjorde bästa storbandsmusiken”. Nya Lidköpingstidningen. http://www.nlt.se.